# Svenska mästerskapen i längdskidåkning 1978
Svenska mästerskapen i längdskidåkning 1978 arrangerades i Piteå.

## Medaljörer, resultat

### Herrar
| Gren              | Guld                                                         | Guld                                                         | Silver          | Silver    | Brons              | Brons    |
| 15 km             | Sven-Åke Lundbäck                                            | Bergnäsets AIK                                               | Thomas Magnuson | Delsbo IF | Christer Johansson | MoDo AIK |
| 30 km             | Sven-Åke Lundbäck                                            | Bergnäsets AIK                                               | Björn Risby     | IFK Umeå  | Tommy Limby        | Orsa IF  |
| 50 km             | Sven-Åke Lundbäck                                            | Bergnäsets AIK                                               | Tommy Limby     | Orsa IF   | Jan Palander       | IFK Mora |
| Stafett 3 x 10 km | Skellefteå SK (Tommy Lundberg, Jarl Svensson, Erik Wäppling) | Skellefteå SK (Tommy Lundberg, Jarl Svensson, Erik Wäppling) |                 |           |                    |          |
| Lagtävling 15 km  | Delsbo IF                                                    | Delsbo IF                                                    |                 |           |                    |          |
| Lagtävling 30 km  | Arvika IS                                                    | Arvika IS                                                    |                 |           |                    |          |
| Lagtävling 50 km  | IFK Mora                                                     | IFK Mora                                                     |                 |           |                    |          |

### Damer
| Gren             | Guld                                                        | Guld                                                        | Silver                | Silver          | Brons           | Brons       |
| 5 km             | Lena Carlzon-Lundbäck                                       | Malmbergets AIF                                             | Eva Olsson            | Delsbo IF       | Marie Johansson | Ludvika FFI |
| 10 km            | Eva Olsson                                                  | Delsbo IF                                                   | Lena Carlzon-Lundbäck | Malmbergets AIF | Marie Johansson | Ludvika FFI |
| 20 km            | Eva Olsson                                                  | Delsbo IF                                                   | Lena Carlzon-Lundbäck | Malmbergets AIF | Marie Johansson | Ludvika FFI |
| Stafett 3 x 5 km | Delsbo IF (Margareta Hermansson, Eva Olsson, Gudrun Fröjdh) | Delsbo IF (Margareta Hermansson, Eva Olsson, Gudrun Fröjdh) |                       |                 |                 |             |
| Lagtävling 5 km  | Delsbo IF                                                   | Delsbo IF                                                   |                       |                 |                 |             |
| Lagtävling 10 km | Delsbo IF                                                   | Delsbo IF                                                   |                       |                 |                 |             |
| Lagtävling 20 km | Delsbo IF                                                   | Delsbo IF                                                   |                       |                 |                 |             |

### Webbkällor
- Svenska Skidförbundet